# Mastophora vaquera
Mastophora vaquera là một loài nhện trong họ Araneidae.
Loài này thuộc chi Mastophora. Mastophora vaquera được Willis J. Gertsch miêu tả năm 1955.